# 保護房
保護房（ほごぼう）とは、刑務所内で他と隔離すべきとされた者が一旦収容されるところである。なお、2006年施行の刑事収容施設及び被収容者等の処遇に関する法律においては、第79条において保護室と称される。なお、法規上は懲罰の対象者を保護房に入れる規程はないが、実際には懲罰の意味での保護房への収容があったことは報告されている。
収容中は革手錠で右腕は腹の前、左腕は背中側に固定され、就寝時以外の時間は、正座か胡座で姿勢を正すことが求められる。最長7日間ではあるが、3日ごとに更新が可能である。

## 収容事由
保護房への収容事由として次がある 。
- 逃亡の恐れ
- 暴行・傷害の恐れ
- 自殺・自傷の恐れ
- 大声・騒音、房内汚染等の異常行動反復の恐れ

## 内部
3畳タイプと6畳があり、いずれも窓は無く、床はリノリウムのままであり、寝具は無い。壁は自傷防止のため柔らかい素材となっている。トイレはリノリウムの床に埋め込まれている。

## 食事
食事も革手錠で固定されたままなので、「犬のように」食べろと言われる。

## 事件
- 名古屋刑務所で昨年も死亡　保護房で革手錠の受刑者

## 参照
- 実録！塀の中その真実｜保護房と革手錠（かわわっぱ）
- 保護房収容中のビデオ録画等の義務化
- 名古屋刑務所における人権侵犯事件の防止及び処遇改善を求める決議